# Ignasi Aldomà i Buixadé
Ignasi Aldomà Buixadé, va néixer a El Poal, Pla d'Urgell el 1955.
Geògraf. Doctor per la UB (1990) i professor de la UdL. En els anys de Transició democràtica s'implicà activament en diversos moviments socials, especialment en aquells que afectaren la pagesia, com recollí al llibre La vaga dels tractors. Conflictes agraris a l'Urgell, 1977-1978 (1986)
Analista de les transformacions del món rural en les darreres dècades del segle xx ha estat autor d'obres com La crisi de la Catalunya rural (1999), Amb el permís de Barcelona (2000), llibre finalista del Premi d'assaig Josep Vallverdú, i Atles de la nova ruralitat (2009). Participà en la transformació de la ruralitat i les comarques de Lleida a través del Manifest de Vallbona (proclama i col·lectiu nascuts el 2004 per a la construcció d'un canal Segarra-Garrigues pel segle XXI) i del Compromís per Lleida (constituït el 2007 per impulsar el desenvolupament integral de les comarques de Lleida).
Intervingué en la redacció de l'informe per a la constitució de la nova comarca del Pla d'Urgell, en l'elaboració dels Plans Comarcals de Muntanya, el Pla Territorial General de Catalunya i el Pla General de Lleida de 1995. Dels seus darrers treballs, en destaquen La lluita per l'aigua a Catalunya (2007) i El mirall americà, un imperi de càndids i pragmàtics (2008).
Al maig de 2022 va participar com a coautor en la reedició de l’Atles del món rural, un estudi realitzat conjuntament amb Josep Ramon Mòdol, en col·laboració amb Ramon Morell, del Departament de Geografia i Sociologia de la Universitat de Lleida.